# Sama (sufismo)

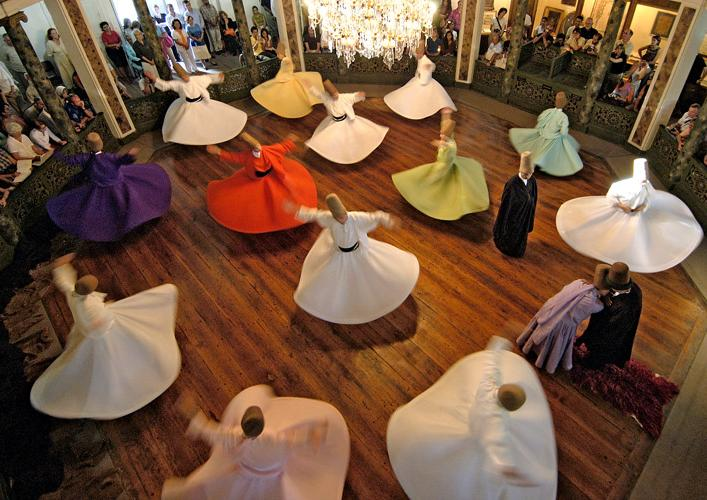
Derviches giratorios mevlevíes de Turquía durante la ceremonia del Sema.

Sama o Sema (en turco: Sema, en persa, urdu y en árabe: سَمَاع‎ -samā'un) es una ceremonia sufí que se realiza como parte de la práctica meditativa y de oración llamada dhikr. Sama significa «oír» (y por extensión, denota a menudo «aquello que es oído», por ejemplo, la música), mientras que dhikr significa «recuerdo». Estas prácticas a menudo incluyen cantar, tocar instrumentos, danzar, recitar poesía y oraciones, usar atuendos simbólicos y otros rituales. El sama es una forma de culto particularmente popular en el sufismo, donde se refiere a oír el sonido y el significado mientras se escucha la música y la poesía, moviéndose y girando en círculos en éxtasis.
En 2008, la UNESCO confirmó a la «Ceremonia mevleví del Sama» de Turquía como una de las Obras Maestras del Patrimonio Oral e Inmaterial de la Humanidad.

## Etimología
Sama significa «oír», y por extensión, denota a menudo «aquello que es oído», por ejemplo, canciones, melodías o música. Con el tiempo, se convirtió en el nombre para la práctica sufí de escuchar poesía y cánticos en un estado de éxtasis y practicar el dhikr de pie en éxtasis mientras se escucha. El término sama proviene de la raíz-verbo que significa aceptación por la tradición, de la cual se derivan las palabras سَمْع (sam' un ) y اِسْتِمَاع ('istimā' un, escuchar), que a menudo aparecen junto con نَقْل (naql un) y تَقْلِيد (taqlīd un, tradición). Es posible que haya estado en uso desde el siglo X para referirse a un tipo de dhikr (recuerdo de Dios), una ceremonia usada por varias órdenes sufíes, en particular la orden Chishti del subcontinente indio. A menudo involucra oración, cantos y danzas. Una etimología alternativa para Sema puede ser del griego σῆμα - sêma, que significa tumba, significante o señal (como en las palabras 'semántica', 'polisemia,' etc.).

## Origen
El origen del ceremonia del sama en la orden mevleví del sufismo se acredita a Rumi (1207-1273 d. C.), maestro sufí y fundador de los mevlevíes. Según la tradición, esta forma única de dhikr se originó cuando Rumi caminaba un día por el mercado de la ciudad un día y escuchó el martilleo rítmico de los batidores de oro. Se cree que Rumi escuchó el dhikr, لا إله إلا الله («la ilaha ilallah» o en español, «No hay más dios que Alá» por los aprendices que martillaban el oro y se extasió tanto de felicidad que estiró ambos brazos y empezó a girar en círculos (giros sufíes). Con esto habría nacido la práctica del sama, así como los derviches de la orden mevleví. La práctica se desarrolló hasta convertirse en un ritual por derecho propio. 
También se menciona la persona de Abu Sa`id, (357 d. H. / 967 d. C.), nacido en Mayhana, un pueblo cerca de Sarakhs, en la frontera entre Irán y Turkmenistán. Abu Sa'id es destacado por haber establecido una regla de conducta en las janqas, así como por introducir música (sama'), poesía y danza, como parte del ritual devocional colectivo sufí del dhikr.

## Práctica actual

### Entre los mevlevíes
Los Derviches Giradores de la orden mevleví son probablemente los practicantes del Sama más conocidos. Los practicantes mevlevís del sema son adultos iniciados en la orden, que históricamente solo incluía varones. Los participantes se mueven en grupo en un círculo mientras giran a la vez individualmente.
El arte es «autoexpresión» y el sama es «expresión desinteresada», una experiencia de «fanaa» (del árabe: فناء fanāʾ), que en el sufismo se refiere a la «muerte» o «aniquilación» del yo.
En la actualidad, el ritual mevleví es llamado simplemente sema. Las ceremonias del sema mevleví son uno de los patrimonios culturales de Turquía registrados en la Lista representativa de Obras Maestras del Patrimonio Oral e Inmaterial de la Humanidad de la Unesco.

### Entre los alevíes/bektashíes
El sema es también prominente en las ceremonias de la comunidad aleví de Turquía y la orden bektashi cercanamente relacionada.
Las formas más comunes del sema aleví incluyen el kirklar semahı (el sema de los cuarenta) y el turnalar semahı (sema de la grulla). Son hechas por adolescentes hombres y mujeres, a menudo en grupos mixtos, y los participantes giran uno frente al otro en parejas o en pequeños grupos, sin necesariamente girar individualmente. Muchas cemevleri (casas de reunión aleví) tienen grupos de sema organizados que actúan en eventos tales como el festival anual de Hacı Bektaş Veli.

### En Egipto (Tannoura)
En Egipto, la forma mevleví del sama es llamada tannoura y también ha sido adoptada (con algunas modificaciones) por otras órdenes sufíes. Se realiza también como danza folclórica y como danza de concierto.

## Simbolismo
Según las perspectivas sufíes, todas las verdades del universo pueden oírse durante el sema, y aquellos que participan en la ceremonia intentan por tanto comportarse y vivir como tales verdades requieren. El sama representa un viaje místico de ascenso espiritual de una persona través de la mente y el amor hasta la perfección. Volviéndose hacia la verdad, los fieles crecen a través del amor, abandonan su ego, encuentran la verdad y alcanzan la perfección. Luego regresan de tal camino espiritual como personas que ha alcanzado la madurez y una mayor perfección, para amar y ponerse al servicio de la creación entera. Rumi afirmó en referencia al Sama', «Para ellos es el Sama' de este mundo y del otro. Más aún para el círculo de danzantes dentro del Sama' que giran y tienen su propia Ka'aba en medio de ellos». Esto relaciona a la ceremonia del Sama' con la peregrinación a La Meca, en el sentido de que ambas prácticas tienen como motivo el acercar a Dios a todos los involucrados.

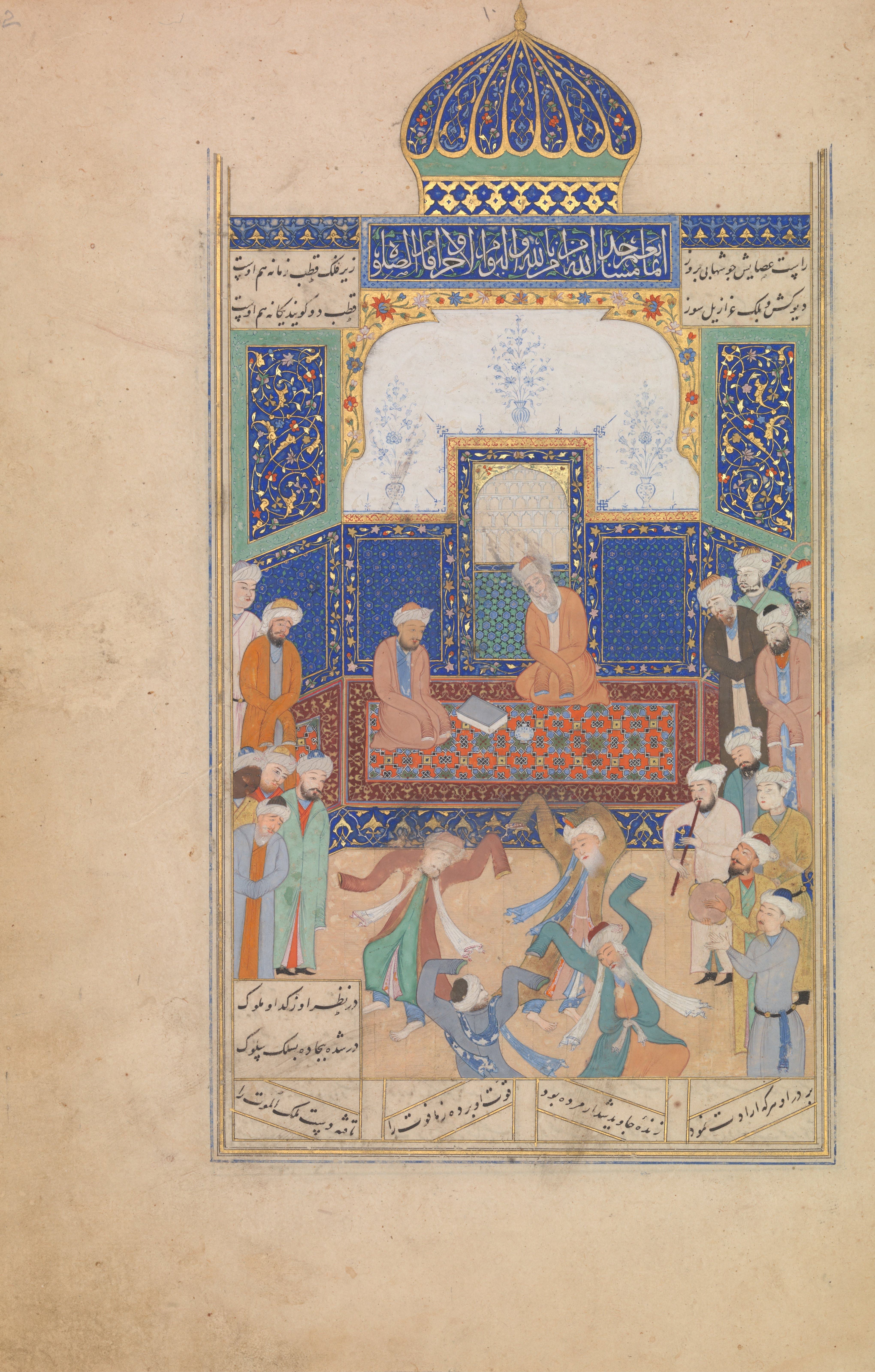
Sufíes realizando el Sama ante el Shaykh Nizam al-Din Awliya. Miniatura de la copia timúrida del Khamsa de Amir Jusrau. Herat, 1485.

## Componentes
La ceremonia del sama enfatiza el canto, pero incluye asimismo el tocar instrumentos, en particular para introducciones y acompañamientos. Con todo, solo instrumentos que son simbólicos y no considerados profanos se usan. Los más comunes son las panderetas, las campanas y la flauta. La ceremonia incluye a menudo el canto de himnos, llamados qawl o bayt. También se incluye a menudo poesía en la ceremonia, porque si bien es inadecuada por sí misma, coopera en la contemplación espiritual. Cualquier poesía, incluso la erótica, puede aplicarse a Dios y, por lo tanto, ser usada para esta ceremonia. No obstante, el corazón de quien la escucha debe ser puro, o los componentes de danza del sama' harán que tales personas se llenen de lujuria en lugar de amor por Dios. Más aún, se cree que estar enamorado de alguien en lugar de Dios nubla la mente al escucharse poesía erótica. Nunca se emplean versos del Corán para este propósito, y no solo porque se cree que sus significados se oscurecen un poco debido a la repetición. Los versos del Corán nunca se deben puestos en la meditación, ni ser adornados o improvisados de ninguna manera, de forma que sigan siendo textos sagrados.

### Semahane
Semahane es el nombre del lugar donde se realiza el ritual del sema entre los mevlevíes. La zona del interior de la semahane en la que solo entran los derviches se llama «plaza» (en turco: meydan). A la semahane se entra por una puerta llamada «cümle kapısı». Hay un mihrab justo enfrente de la puerta. El mihrab está en la dirección de la alquibla. Al entrar en la plaza, los derviches se sitúan en el lado derecho y el jeque mevleví, que dirigirá el ritual, en el lado del mihrab. 
Se colocan sillas alrededor de la plaza para que el público se siente, y se pone una valla de madera baja entre la plaza y el público. La puerta de entrada de la valla se encuentra cerca. El público y jeques entran en la plaza por esta puerta llamada «puerta de la plaza» (en turco: meydan kapısı).
El poste rojo en el que se sienta el jeque en la plaza se considera el asiento de Mevlana y el jeque se sienta en este asiento por delegación. El color rojo del puesto del jeque representa la salida del mundo material y el nacimiento al mundo espiritual. Los que son nuevos en el mevlevismo se sientan en puestos de color negro. Cuando los derviches adquiere conocimientos y progresan, tienen derecho a sentarse en puestos de color blanco. 

### Música
El conjunto que interpreta la música durante el ritual del Sema mevleví es llamado mutrib. Incluyen flautistas, percusionistas, y músicos de instrumentos de cuerda, así como recitadores. El director del mutrib interpreta el naqareh. 
Las primeras composiciones musicales del samā' se atribuyen al sultán Walad (hijo de Rumi y uno de los fundadores de la orden mevleví). Este repertorio ha crecido a lo largo de la historia, incorporando incluso ritmos frénicos como resultado de la influencia musical francesa en la corte de Solimán el Magnífico. El canto sufí a capela es una colección de poemas compuestos por los más grandes santos del islam a lo largo de la historia, que pretende ser una expresión sincera de los estados más puros del corazón. Sus temas giran en torno al amor a Dios y a su Profeta. Su objetivo es transmitir y comunicar a quienes las escuchan significados sutiles y aspiraciones espirituales que dirigen la mente hacia la fuente divina. Según sus seguidores, suscitan en quienes se encuentran en un estado de apertura y receptividad espiritual (hâl), estados interiores que corresponden a lo que los sufíes llaman emociones extáticas (ahwâl).
Al principio solo se acompañaba de flautas ney y tambores de marco daf, pero en el siglo XIX se añadieron otros instrumentos, como la cítara qanūn, el laúd tambura, el violín, el rebab, el kemenche y tambores naqareh entre otros. También se adoptó la transcripción occidental para preservar su patrimonio.

### Danza
Los derviches giradores se mueven primero lentamente y dan tres vueltas a la pista de baile. Cada derviche se vuelve hacia el que está detrás de él y ambos se inclinan antes de reanudar su circunvalación (como se haría ante la Kaaba en el Hach). Este movimiento simboliza las almas errantes que buscan en la periferia de la existencia. Después de la tercera ronda, el maestro ocupa su lugar en su espacio y los danzantes esperan. A continuación, los cantantes cantan y, cuando dejan de hacerlo, los derviches, en un gesto triunfal, dejan caer su capa negra, dejando al descubierto sus vestimentas blancas. La caída del manto se refiere a la caída de la ilusión. Cuando se abandona el manto negro que representa la envoltura carnal, se representa la resurrección. 
Los derviches, con los brazos cruzados sobre el pecho y las manos sobre los hombros, comienzan a girar lentamente, sobre sí mismos, y luego extienden los brazos, con la mano derecha vuelta hacia el cielo para recoger la gracia de Dios y la izquierda vuelta hacia el suelo para dispensarla a los hombres. Girando sobre sí mismos, giran alrededor de la habitación. Este doble giro representa la ley del universo: el hombre gira alrededor de su centro, su corazón, y las estrellas giran alrededor del sol. Este doble simbolismo cósmico es el verdadero significado del Sema: toda la creación gira en torno a un centro.
La danza es, pues, como una oración, un ir más allá de uno mismo hacia la unión suprema con Dios. El círculo es también el símbolo de la ley religiosa que abarca a toda la comunidad musulmana y sus rayos simbolizan los caminos que conducen al centro donde se encuentra la verdad suprema, el Dios único que es la esencia del islam.

## Propósito
El sama es un medio para meditar sobre Alá por medio de la concentración en las melodías y la danza. Saca a relucir el amor de una persona hacia Dios, purifica el alma y es una forma de encontrar a Dios. Se dice que tal práctica revela lo que ya se encuentra en el corazón de una persona, en lugar de crear emociones. Cualquier duda que pueda tener alguien desaparece, y el corazón y el alma pueden comunicarse directamente con Dios. El objetivo inmediato del sama' es el de alcanzar el wajd, que es un estado de éxtasis similar a un trance. Corporalmente, este estado puede incluir varios e inesperados movimientos, agitación y todo tipo de danzas. Otro estado que se espera alcanzar a través de la ceremonia del sama' es el de jamra, que significa «embriaguez espiritual». En últimas, se espera alcanzar el desvelamiento de misterios y obtener conocimiento espiritual por medio del wajd. En ocasiones, la experiencia de wajd se vuelve tan intensa que se dice que ocurren desmayos o incluso, en circunstancias extremas, la muerte.[cita requerida]

## Etiqueta
Se espera que los participantes en el sama se mantengan en silencio y tranquilos y controlados a lo largo de toda la ceremonia, a menos que entren en wajd. De esta manera, puede alcanzarse un nivel más alto de contemplación espiritual. Los participantes deben abstenerse de moverse o llorar hasta que alcancen a un punto en el que ya no logren contenerse. En tal punto, se puede llegar al wajd. Es esencial que la experiencia similar a un trance del wajd sea genuina y no fingida por ninguna razón. Asimismo, se debe mantener la intención adecuada y acciones deben estar presentes durante todo el sama' o de lo contrario, es imposible experimentar los efectos positivos previstos de la ceremonia.

## Controversia
Las opiniones y perspectivas musulmanas con respecto al tema del sama y el uso de la música en general pueden dividirse en dos grupos: (1) Opositores, en particular de la secta salafí/wahabí, y (2) defensores, de mayoría chiita.
Defensores del sama ven en los cánticos una práctica necesaria para el crecimiento espiritual. Por ejemplo, Al-Ghazzali escribió un capítulo titulado «Sobre la música y la danza como ayudas para la vida religiosa», en el que enfatizó los beneficios de las prácticas de la música y la danza para los musulmanes, siempre que sus corazones sean puros antes de tomar parte en ellas.
Los opositores, en cambio, creen que el uso de música es una innovación herética o bida y la asocian con prácticas de infieles. Comparan las sensaciones físicas experimentadas por una persona en el estado de wajd con las que ocurren durante la embriaguez y, por lo tanto, no la aprueban.

## En la práctica
A raíz de las diferencias culturales entre grupos musulmanes, algunos aprueban la participación en ceremonias con música mientras que otros la consideran cuestionable. La meditación y las prácticas sufíes están permitidas en el Islam siempre y cuando se encuentren dentro de los límites de la Shari'ah (o ley islámica). Gente de todas las clases sociales y estilos de vida puede participar, si bien se debate entre sufíes y legalistas sobre si sufíes novatos y otros más avanzados en su fe son capaces de alcanzar los mismos resultados positivos del sama'. El mismo debate existe respecto a la participación por parte de jóvenes, y si estos son capaces de vencer su lujuria y limpiar sus corazones para adorar a Dios.